# Kálmán Balogh

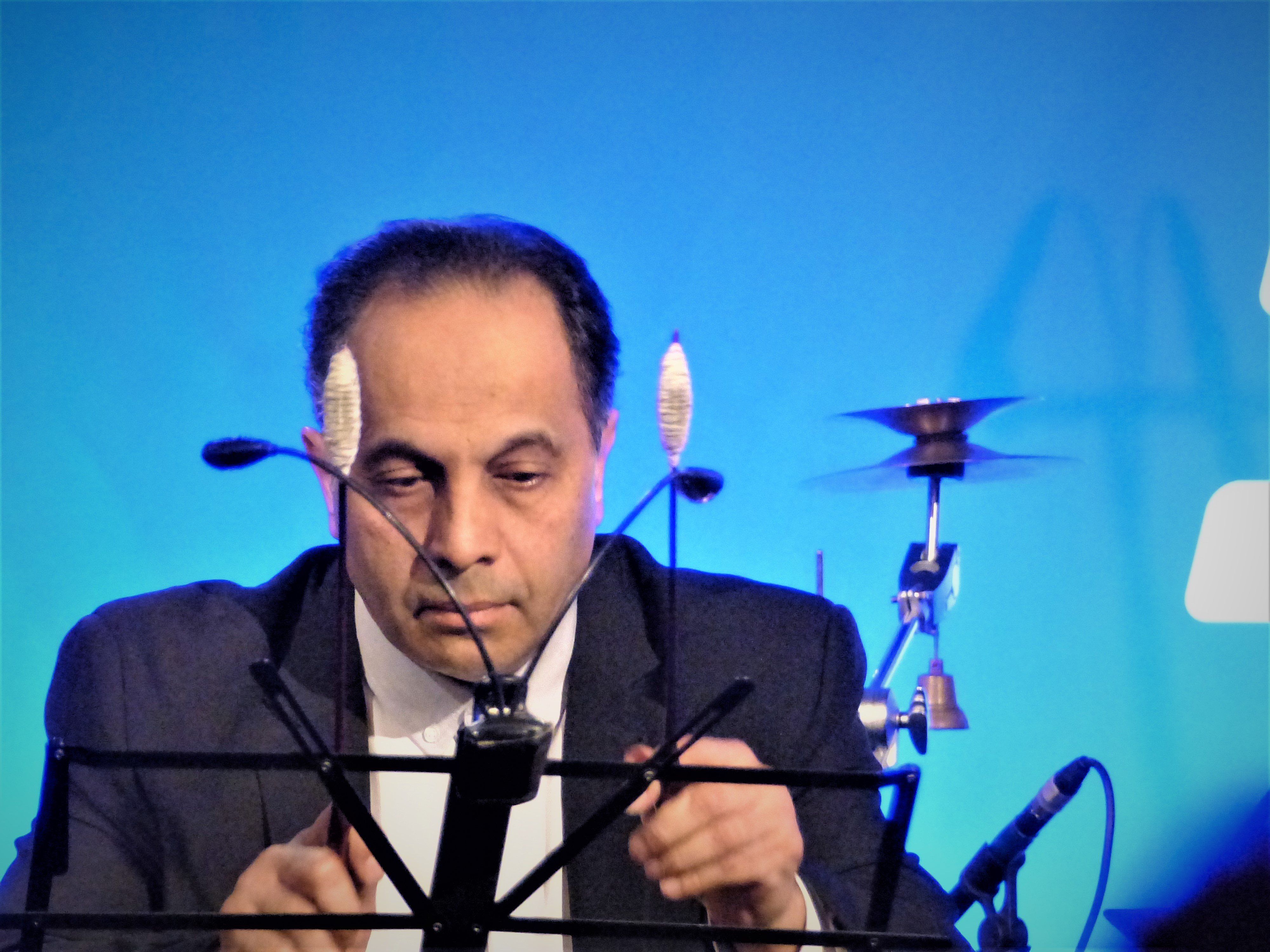
Kálmán Balogh, 2017

Kálmán Balogh (* 18. Januar 1959 in Miskolc) ist ein ungarischer Cimbalomspieler.

## Leben
Balogh lernte das Spiel auf dem Cimbalom mit elf Jahren von seinem Onkel Elemér Balogh, damals einer der berühmtesten Zymbalspieler Ungarns. Er studierte klassische Musik in Budapest, war Mitglied der Gruppe AVAS, wo er die ursprüngliche Volksmusik Ungarns kennenlernte. Im Jahr 1980 erhielt er das Lehrerdiplom für das Cimbalom an der Franz Liszt Akademie der Musik in Budapest. Balogh spielte in den renommiertesten ungarischen Volksmusikgruppen, bei Jánosi, Ökrös, Méta, Téka, Vasmalom, Vízöntő und anderen. 1995 gründete er die Kálmán Balogh Gypsy Cimbalom Band. Die Mitglieder der Gruppe sind: Péter Bede (Saxophon), Ferenc Kovács (Trompete und Violine), Frankie Látó (Violine), Mihály György (Gitarre) sowie Csaba Novák (Bass).

## Diskografie
1. Master of Gypsy Cimbalom, 2008
2. Aven Shavale, 2007
3. Live in Germany, 2007
4. Karácsonyi Örömzene, 2005
5. David Murray, Kovács Ferenc és Balogh Kálmán & a Gypsy Cimbalom Band, 2005
6. Balogh Kálmán & the Gypsy Cimbalom Band: AromA, 2003
7. Gipsy Colours/Balogh Kálmán és a Romano Kokalo, 1999
8. Balogh Kálmán & the Gypsy Cimbalom Band, 1997